# Eliška Krásnohorská
Eliška Krásnohorská (Praag, 18 november 1847 – aldaar, 26 november 1926) was een Tsjechisch feministisch schrijfster.

## Leven en werk
Krásnohorská kwam door Karolína Světlá in aanraking met literatuur en het feminisme. Ze schreef veelal gedichten en kritische opiniestukken, maar Krásnohorská is ook bekend van haar kinderboeken en vertalingen. Zo heeft ze vertalingen van werk van Aleksandr Poesjkin, Adam Mickiewicz en Lord Byron gepubliceerd.
Verder schreef Krásnohorská de libretti van vier opera's van Bedřich Smetana: De kus, Het geheim, De duivelsmuur en Viola. In 1873 richtte ze het vrouwentijdschrift Ženské listy op. In 1912 droeg ze het stokje over aan Jindřiška Flajšhansová.
In 1890 stichtte Krásnohorská de Minervaschool in Praag, het eerste gymnasium voor jonge meisjes in het toenmalige Oostenrijk-Hongarije (waar Tsjechisch werd gesproken).

## Galerij

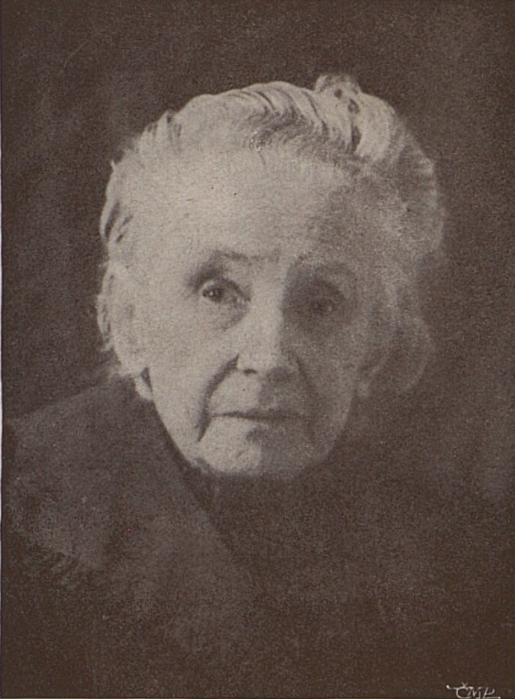
Eliška Krásnohorská (1927)
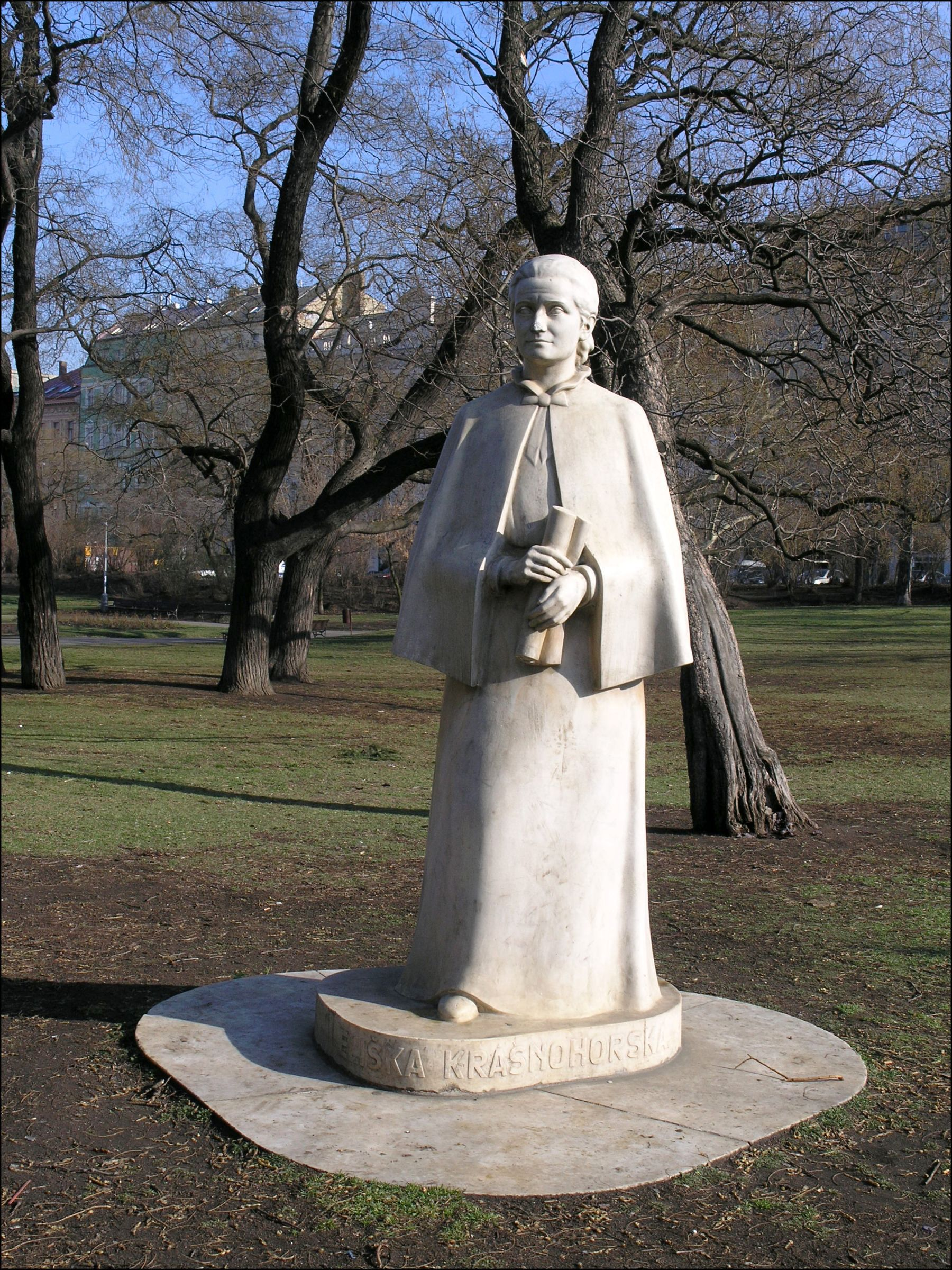
Standbeeld van Krásnohorská in Praag

- Biblioteca Nacional de España: XX4889940
- Bibliothèque nationale de France: cb121873494 (data)
- CiNii: DA09110336
- Gemeinsame Normdatei: 118989405
- International Standard Name Identifier: 0000 0001 2277 1891
- Library of Congress Control Number: n83215061
- MusicBrainz: 648d9a25-7f56-43c2-a60f-d3f32741b103
- Nationale Bibliotheek van Tsjechië: jk01062911
- Nationale bibliotheek van Australië: 35180176
- Nationale Bibliotheek van Israël: 987007266325405171
- Nationale Bibliotheek van Polen: a0000002774962
- Nationale en Universitaire bibliotheek Zagreb: 000415168
- Nederlandse Thesaurus van Auteursnamen: 067631010
- Réseau des bibliothèques de Suisse occidentale: 02-A003477472
- Système universitaire de documentation: 030464188
- Trove: 854289
- Virtual International Authority File: 19722922
- WorldCat: E39PBJwtmqVVTqw7TQ6mj3xdQq